# Кожанов, Денис Станиславович
Дени́с Станисла́вович Кожа́нов  (укр. Денис Станіславович Кожанов; род. 13 июня 1987, Горняк, Донецкая область) — украинский футболист, полузащитник. Выступал за национальную сборную Украины.

## Биография
В ДЮФЛ выступал за мариупольские ДЮСШ-3 и «Ильичёвец». В 2005 году попал в донецкий «Шахтёр». В основном выступал за «Шахтёр-3», «Шахтёр-2» и дубль. Провёл один матч за основу «Шахтёра» 17 июня 2007 года в матче против запорожского «Металлурга» (0:2), Кожанов начал матч в основе, но на 51 минуте был заменён на Вадима Шаврина. Вместе с командой участвовал на Кубке чемпионов Содружества 2007, тогда «Шахтёр» занял 3 место в группе уступив узбекскому «Пахтакору» и латвийскому «Вентспилсу».
После того как Валерий Яремченко возглавил львовские «Карпаты», до этого он работал в системе донецкого «Шахтёра», пригласил Дениса на просмотр в январе 2008 года вместе с Игорем Ощипко. С 2008 года выступает за «Карпаты» на правах аренды. В команде дебютировал 1 марта 2008 года в матче против «Харькова» (1:0), Кожанов вышел на 66 минуте вместо эстонца Сергея Зенёва. В июне 2009 года мог перейти в харьковский «Металлист». После того, как Василий Кобин перешёл в донецкий «Шахтёр», его аренду продлили на 2 года с правом выкупа. В июле 2011 года перешёл в «Ильичёвец», контракт подписан на один год. 29 марта 2013 года дебютировал за ФК «Севастополь» в матче против «Александрии» и отличился забитым голом.
26 июля 2014 года заключил годичное арендное соглашение с львовскими «Карпатами» за которые ранее уже выступал. По окончании сезона 2015/16 покинул команду.
В июне 2016 года стал игроком молдавской «Дачии» из Кишинёва. В составе команды провёл две игры в рамках первого квалификационного раунда Лиги Европы против азербайджанского «Кяпаза». По сумме двух игр «Дачия» уступила (0:1). После вылета команды из еврокубков расторг контракт.
В июле 2016 года подписал годичное соглашение с мариупольским «Ильичёвцем». В январе 2017 года покинул клуб в связи с семейными обстоятельствами.
На правах свободного агента в этом же месяце стал игроком ровенского «Вереса». По окончании сезона 2017/18 покинул команду.
Летом 2018 года стал игроком луцкой «Волыни». Свой дебютный мяч забил в ворота команды «Металлист 1925» в первом туре первой лиги.

## Достижения
- Победитель Первой лиги Украины (2): 2012/13, 2016/17

## Личная жизнь
Жена Ольга. Дочь Карина (2011 г. р.).